# Награда Грачаничка повеља
Награда Грачаничка повеља је песничко признање које има за циљ да „оживи и реинкарнира историјско памћење на непролазне духовне творевине” и, од 1990. године, додељује се на манифестацији Видовданско песничко бденије у манастиру Грачаници, уочи Видовдана. Награда се састоји од повеље, рада сликара Радомира Јанковића, и новчаног износа.

## Добитници
Добитници награде су следећи књижевници:
- 1990 — Радослав Златановић
- 1991 — Јован Радуловић
- 1992 — Даринка Јеврић
- 1993 — Петар Сарић
- 1994 — Томислав Секулић, инжењер[4]
- 1995 — Слободан Костић
- 1996 — Владета Вуковић
- 1997 — Стоиљко Станишић (1937)
- 1998 — Ратко Поповић (1947)
- 1999 — Манифестација није одржана
- 2000 — Миодраг Трипковић (1947–2016)
- 2001 — Ацо Ракочевић
- 2002 — Драгиша Бојовић
- 2003 — Алек Вукадиновић
- 2004 — Драгомир Кoстић
- 2005 — Живорад Лазић (1933–2009)
- 2006 — Зоран Павловић (1938)
- 2007 — Милорад Ивић
- 2008 — Драган Ничић Циноберски
- 2009 — Мошо Одаловић
- 2010 — Светислав Влаховић (1950)
- 2011 — Љиљана Хабјановић Ђуровић
- 2012 — Иван Негришорац
- 2013 — Зоран Костић
- 2014 — Драган Лакићевић
- 2015 — Живорад Недељковић
- 2016 — Тања Крагујевић[5]
- 2017 — Ранко Рисојевић[6]
- 2018 — Братислав Р. Милановић[7]
- 2019 — Мирослав Максимовић[8]
- 2020 — Драган Хамовић[9]
- 2021 — Гојко Божовић[10]
- 2022 — Ђорђе Нешић[11]
- 2023 — Раде Танасијевић[12]